# Vladimír Kindl
Vladimír Kindl (* 2. března 1952) je český právník a vysokoškolský pedagog. Je členem katedry právních dějin Právnické fakulty Univerzity Karlovy v Praze a autorem nebo spoluautorem řady odborných publikací. Je odborníkem na české a československé právní dějiny, které na fakultě přednáší.
Na sklonku roku 1999 byl zvolen děkanem pražské právnické fakulty. Tuto funkci zastával v letech 2000–2006. Po uplynutí dvou funkčních období se stal jeho nástupcem prof. Aleš Gerloch.

## Expertiza postavení katolického církevního majetku
V roce 1998 byl spolu s Vladimírem Mikulem uveden jako spoluautor dokumentu, který byl s názvem Právně historická expertiza Univerzity Karlovy v Praze právního postavení tzv. katolického církevního majetku v druhé polovině 19. a ve 20. století na území dnešní ČR médii prezentován jako stanovisko Univerzity Karlovy a spisovatelka Lenka Procházková nebo politik Jiří Paroubek jej používali jako argument proti restitucím církevního majetku. Jak uvádí analýza Parlamentního institutu, posudek byl sice nadepsán jako posudek Univerzity Karlovy, avšak žádné průvodní dokumenty k němu nebyly dodány, podle ústního sdělení dr. Mikuleho kanceláři Poslanecké sněmovny bylo zpracování posudku zadáno Úřadem vlády ČR Univerzitě Karlově, která pověřila jeho vypracováním Právnickou fakultu, avšak text zadání posudku není znám.